# Roggia Borgogna
La roggia Borgogna è un canale artificiale lungo circa 18 km, derivato dal fiume Serio, che percorre la provincia di Bergamo.

## Storia

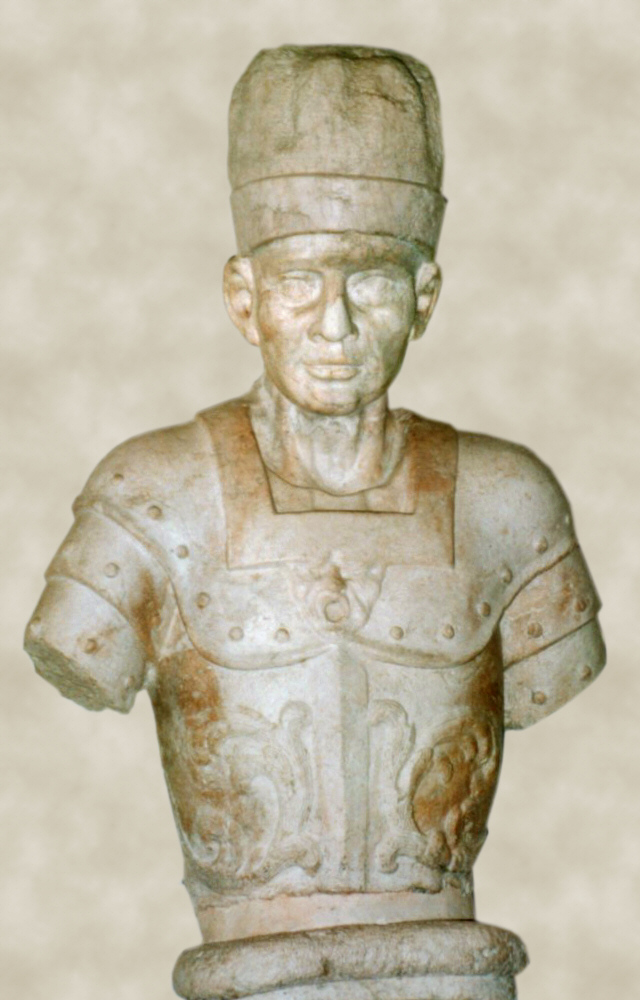
Bartolomeo Colleoni, artefice della roggia Borgogna

La Roggia Borgogna ha origini antichissime, che risalgono tra la fine dell'XI e l'inizio del XII secolo.
In quel periodo, in cui la zona era dilaniata dalle lotte tra i Comuni della Lega Lombarda e l'impero di Federico Barbarossa, venne stipulata la Pace di Costanza, trattato con il quale l'imperatore riconosceva la Lega Lombarda e dava ai Comuni che la componevano concessioni in ambito amministrativo, politico e giudiziario, regalie comprese, tra le quali vi era anche la gestione e lo sfruttamento dei corsi d'acqua.
A tal riguardo la città di Bergamo avvertì l'esigenza di dotarsi di un sistema irriguo che potesse soddisfare le esigenze dei propri possedimenti nelle campagne circostanti, da est ad ovest.
Scartata l'ipotesi di attingere dal corso del fiume Brembo, il cui andamento risultava essere troppo impetuoso, irregolare nella portata annua, con alvei scoscesi ed un fondovalle impervio, si optò per la costruzione di un canale artificiale che prelevasse le acque dal Serio, fiume dal carattere meno torrentizio ed inserito in una valle più aperta.
Fu in questo contesto che venne realizzata questa importante opera idrica, sviluppatasi unitamente alle rogge Morlana e Serio Grande.
Il primo documento che ne attesta l'esistenza è datato novembre (inditione undecima novembris) 1148 ed è conservato nell'archivio della Cattedrale di Bergamo. Trattasi di un attestato con il quale i Canonici di San Vincenzo, proprietari del canale, ne permettevano l'utilizzo delle acque anche agli abitanti del borgo di Calcinate.
I proprietari erano dunque ecclesiastici ed esponenti della nobiltà locale che utilizzavano la roggia per irrigare i propri possedimenti. Ed è per questo motivo che il 20 marzo 1473 il canale, che in quel tempo era chiamato Roggia Pedrenga, venne acquistato dal condottiero Bartolomeo Colleoni, desideroso di far giungere le acque ai terreni posti nel proprio feudo nella pianura centrale bergamasca, che avevano il quartier generale presso i castelli di Malpaga e Cavernago. A tal riguardo egli ne ampliò l'alveo e fece costruire un'intricata rete di canali minori derivati da quella che egli avrebbe rinominato Roggia Borgogna, al fine di ricordare le sue imprese militari, grazie alle quali si poté infatti fregiare del titolo di Duca di Borgogna.
Alla morte del condottiero, avvenuta nel 1475, la roggia passò in eredità ai suoi nipoti, appartenenti alla famiglia dei Martinengo che ne mantennero la proprietà fino alla metà del XIX secolo, quando cedettero agli eredi del Principe Giovanelli di Venezia. Oggi il canale è gestito dal Consorzio di Bonifica della Media Pianura Bergamasca.

## La Borgogna-Pradalunga

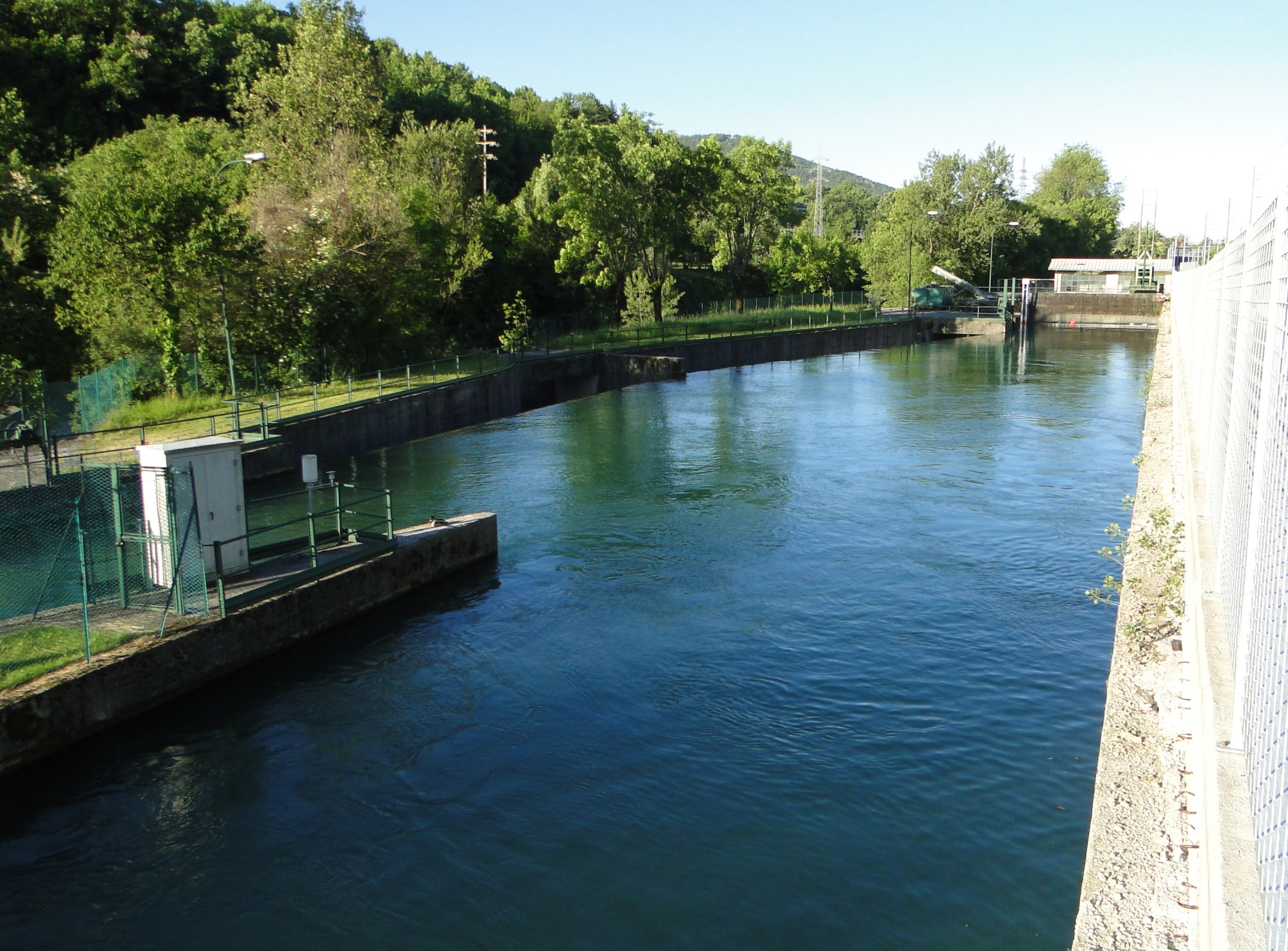
La vasca di carico presso Albino

Questo primo tratto nasce circa cinque chilometri più a monte della roggia Borgogna propriamente detta. Risalente al XIII secolo e precedentemente conosciuta con il nome di Pradalunga-Martinengo, non svolge compiti irrigui: viene infatti sfruttata da un paio di centrali idroelettriche e serve principalmente a garantire la portata alla Borgogna stessa.

### La vasca di carico di Albino
La Roggia Borgogna-Pradalunga nasce ad Albino, in val Seriana, dallo sbarramento sul fiume Serio posto nei pressi del ponte romanico che collega Albino con Pradalunga e la Valle del Lujo.
Dopo lo sbarramento le acque vengono convogliate in una vasca di carico che può ricevere a massimo carico 9 metri cubi di acqua al secondo, quantità non costante considerata l'irregolarità della portata del fiume Serio.
La vasca, nella quale confluiscono ulteriori 5 m³/s portati dalle rogge Comenduna e Spini-Trabattoni provenienti da nord, alimenta quindi tre canali: la Roggia Serio Grande, la Roggia Morlana ed appunto la Roggia Borgogna-Pradalunga.

### Il tracciato attuale
Dopo la vasca di carico, che garantisce una portata massima pari a 5,100 m³/s ed una portata media di 2,800 m³/s, il canale si sviluppa sul versante destro della valle, seguendone l'andamento orografico, orientato da nord a sud, con il fiume Serio che corre parallelamente alla sua sinistra, e la Roggia Serio Grande alla propria destra.
In questo primo tratto le acque sono unite a quelle della Roggia Morlana, dalla quale si divide dopo meno di un chilometro, a nord dell'abitato di Nembro, presso le antiche bocche di presa della stessa Morlana.

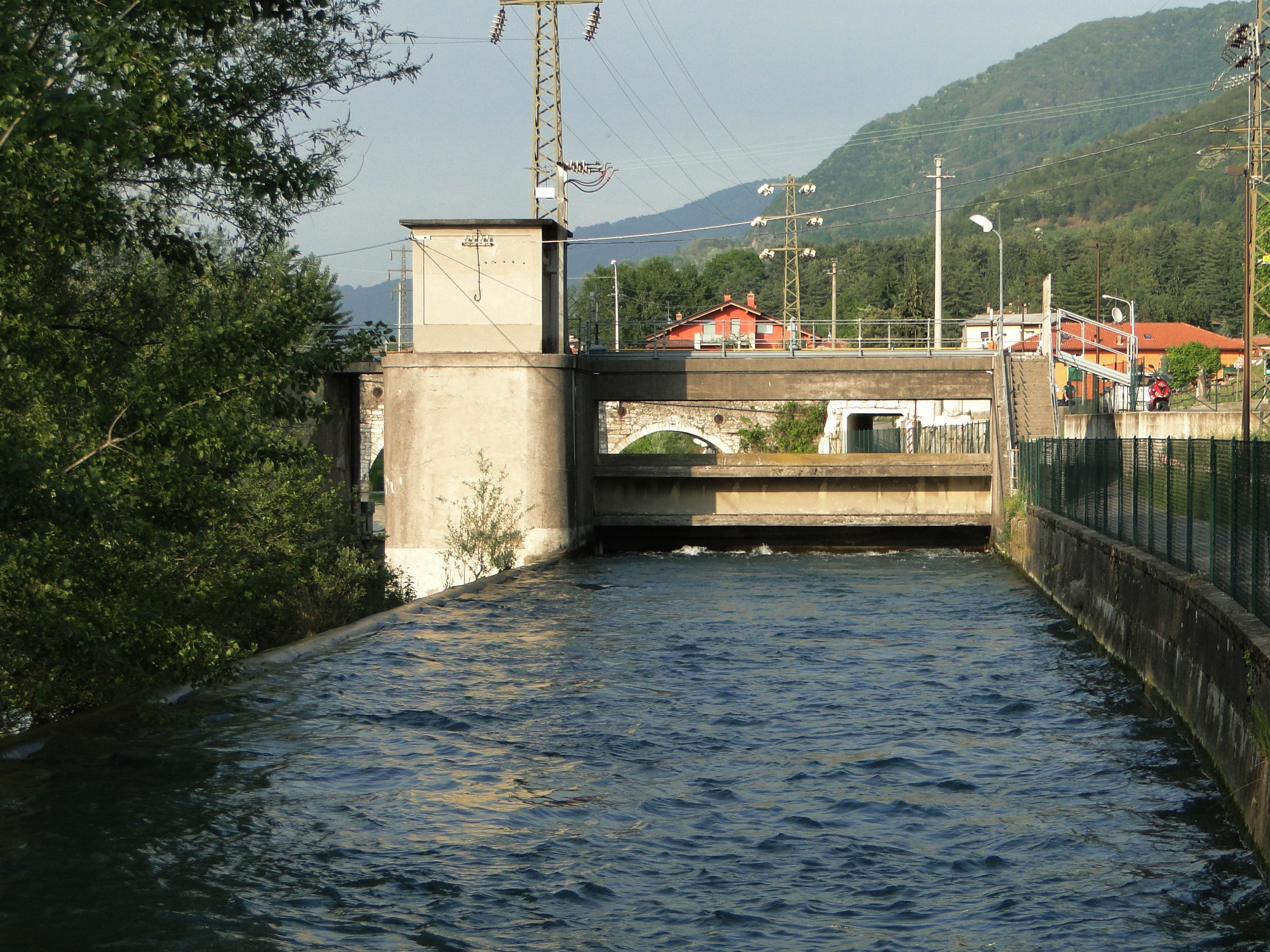
La deviazione dove ha inizio il secondo tratto della Borgogna-Pradalunga, a Gavarno di Nembro

Qui, tramite un sifone, le acque passano al di sotto del letto del fiume Serio e riemergono sul lato orografico sinistro della valle, presso la zona Nord dell'abitato di Pradalunga.
Dopo aver attraversato il paese e la frazione Cornale, il canale alimenta una piccola centrale idroelettrica e fa ritorno nel Serio a valle dell'abitato, parallelamente alla foce del torrente Vallogna, dopo 3.5 chilometri dall'origine.
Le acque si immettono nel bacino creato dallo sbarramento posto in territorio di Nembro, a monte della frazione di Gavarno, presso il locale ponte romanico.
Qui una palata permette un'ulteriore presa della acque che si mantiene sul medesimo lato orografico, tra la S.P.65 e la Ciclovia della Valle Seriana, e si dirige verso sud. In questo tratto, lungo circa 1.5 chilometri, supera il torrente Gavarnia, bypassa lo svincolo della SS671 che immette nella galleria Montenegrone ed alimenta una piccola centrale idroelettrica prima di ritornare nuovamente nel Serio, in località Corna dei Dragoni, in comune di Villa di Serio, immediatamente a nord dell'abitato dello stesso paese.

### Il vecchio tracciato
Originariamente questo canale aveva origine molto più a monte, all'incirca presso l'attuale ponte tra Albino e Cene. Con il tempo la presa venne spostata più a valle, senza che avesse un punto fisso di estrazione. La roggia costeggiava la strada tra Albino e Vall'Alta, e dopo circa 2.7 chilometri si divideva in due rami di uguale portata. Il primo proseguiva verso Pradalunga movimentando molini di cemento presso la cementeria Italcementi e levigatori di pietre coti, sfociando nel Serio frontalmente alle vecchie bocche di presa della Morlana.
Il secondo ramo invece, denominato Rasica, dopo aver movimentato una segheria ritornava nel fiume presso il bacino della diga utilizzata dalla roggia Serio Grande.
Questo tracciato cadde inutilizzato alla fine del XX secolo, quando vennero realizzati gli imponenti interventi sul fiume Serio che permisero una migliore regolamentazione della gestione delle acque.

## La Borgogna

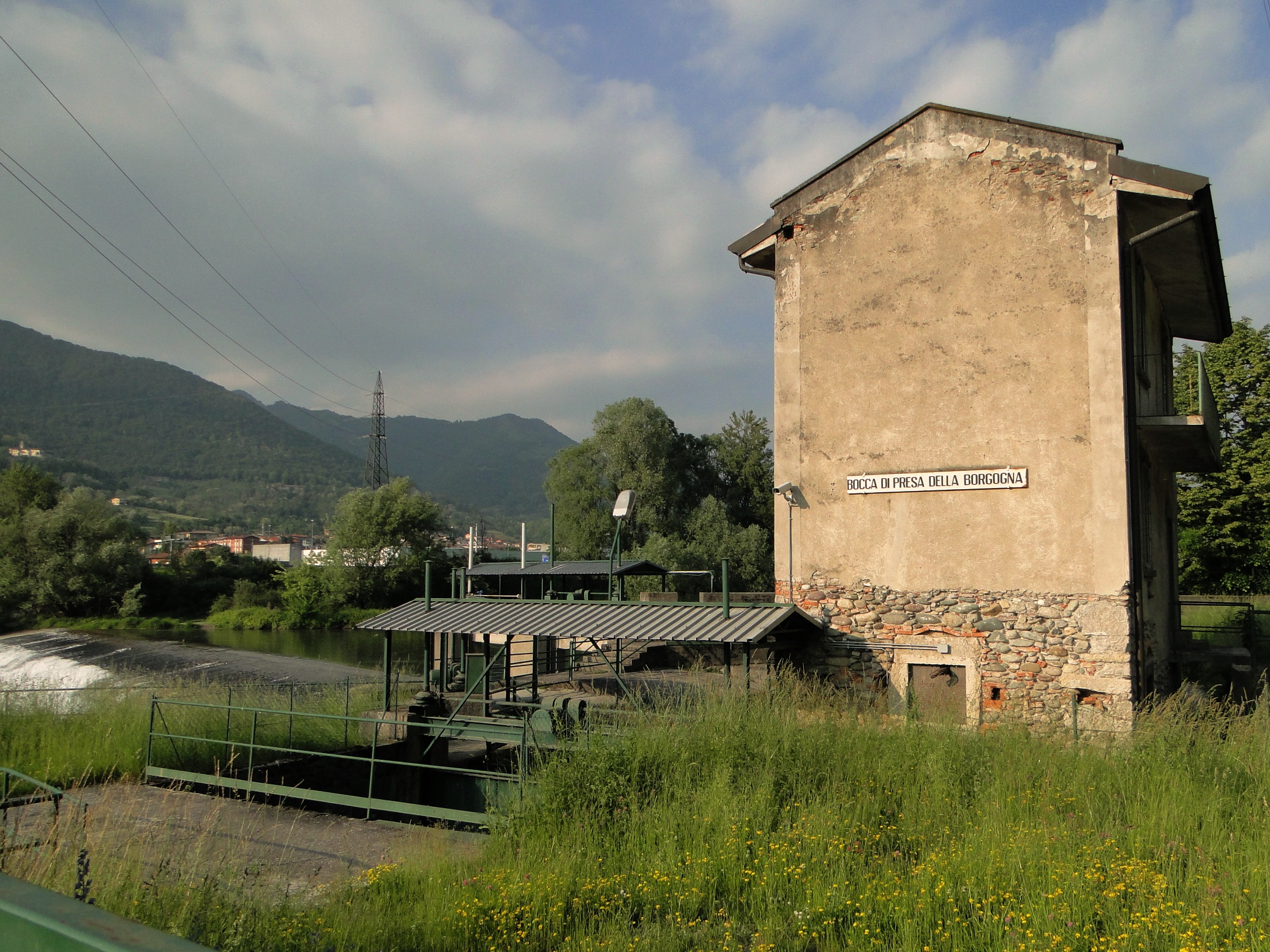
Le bocche di presa della Borgogna a Villa di Serio

Il precedente tratto, che serve per garantire la portata d'acqua alla roggia Borgogna propriamente detta, scarica le proprie acque nel Serio presso il bacino posto tra la località Corna dei Dragoni a nord di Villa di Serio nei pressi della centrale idroelettrica Italgen, e la porzione sud del comune di Nembro.
In questo stesso bacino sono presenti, sul lato orografico sinistro, le bocche di presa della Borgogna, che garantiscono in condizioni normali una portata media di 4.3m³/s, che nei periodi di siccità può scendere fino a 2 m³/s.
A questo regime successivamente si devono aggiungere anche i quantitativi derivati dalla traversa posta a valle della Roggia Ponte Perduto, pari ad ulteriori 1.2 m³/s.
Immediatamente dopo aver iniziato il proprio corso, le acque vengono incanalate all'interno della centrale idroelettrica (proprietà Italgen) dove alimentano turbine e macchinari, per proseguire verso sud, venendo intubate in condotte sotterranee nelle quali supera il centro abitato di Villa di Serio.
Dopo quasi tre chilometri, a nord dell'abitato di Scanzorosciate, il corso della roggia si divide in due tronconi secondari, chiamati Borgogna Est e Borgogna Ovest, che a loro volta andranno a creare una fittissima rete di piccoli canali nell'area compresa tra i fiumi Serio e Cherio.

### Borgogna Ovest

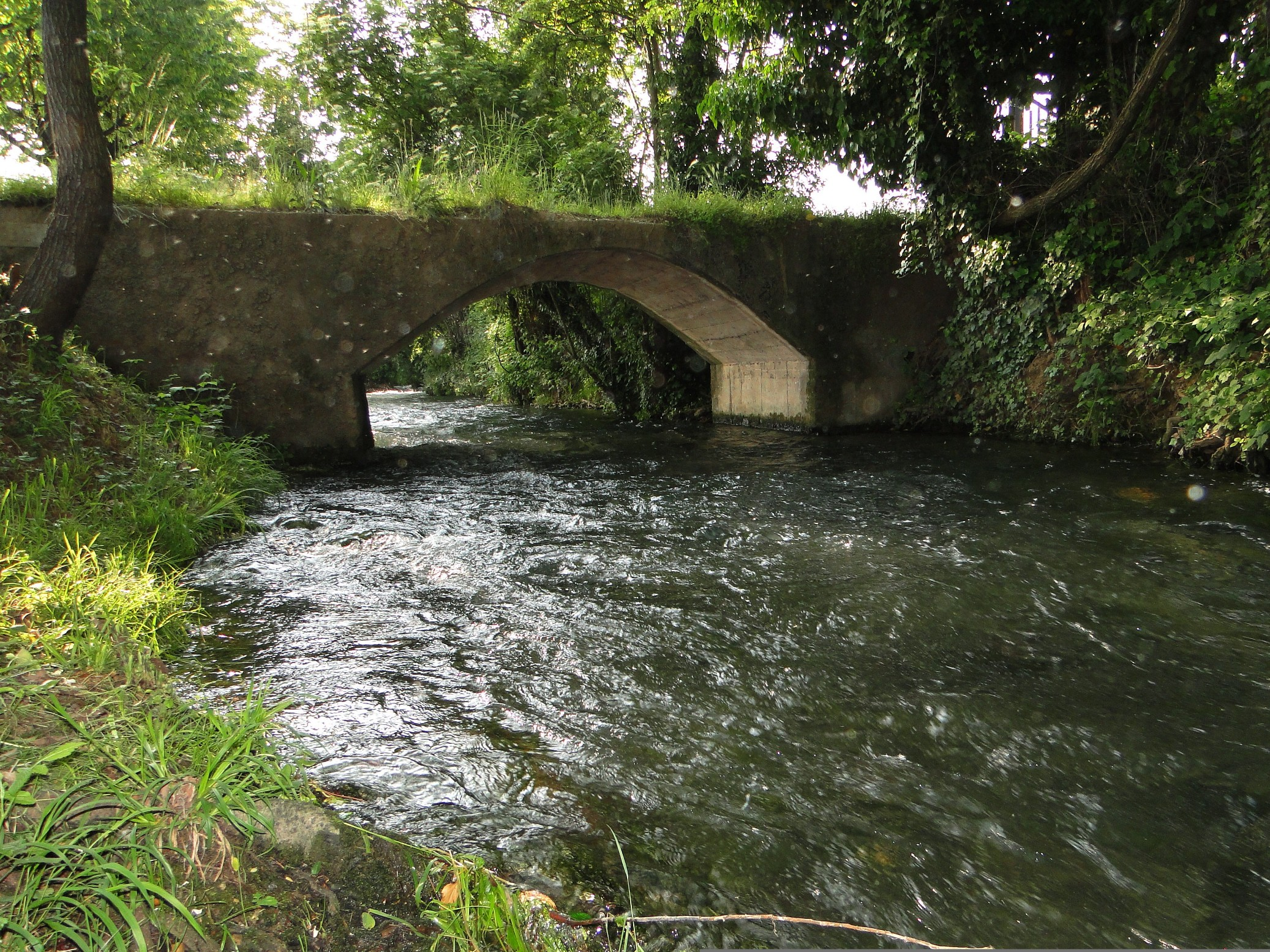
Nella campagna tra Pedrengo e Scanzorosciate

Dopo il manufatto partitore, questo tratto del canale, sottoposto al termine del XX secolo ad un deciso intervento di canalizzazione, prosegue completamente intubato sotto il livello del terreno con andamento da nord a sud.
Subito fornisce le acque sia alla roggia Roncaglia, la quale irriga una superficie pari a circa 75 ettari ed a sua volta genera la roggia Roncaglino, che alla roggia Pedrenga, la quale continuando il suo corso tra i due rami della Borgogna assume la denominazione di roggia Martinenga e bagna i campi tra Malpaga e Martinengo.
Proseguendo il corso verso sud raggiunge il territorio di Gorle, dove riceve le acque provenienti dalla roggia Patera-Brusaporto e, sempre interrata,
origina la roggia Comonta (utilizzata per l'irrigazione di circa 110 ettari nel comune di Seriate, dopodiché si ricollega con la precedentemente descritta roggia Roncaglia).
Ormai nel territorio di Seriate, si interseca con la roggia Comunale di Seriate con la quale attua un sistema per eventuali integrazioni di portata, e crea poi la roggia Bagnatica-Brusaporto (che soddisfà il fabbisogno idrico di circa 300 ettari presso Bagnatica e Brusaporto, generando a sua volta le rogge Piccialuga e Ponchione).
Con andamento costante verso mezzogiorno, raggiunge Calcinate dove forma la roggia Bolghera ed il fosso Strada (che irrigano ciascuno 125 ettari tra Seriate, Brusaporto, Calcinate e Bolgare), terminando il suo corso con il fosso Calcinate, a ridosso della Borgogna Est.

### Borgogna Est

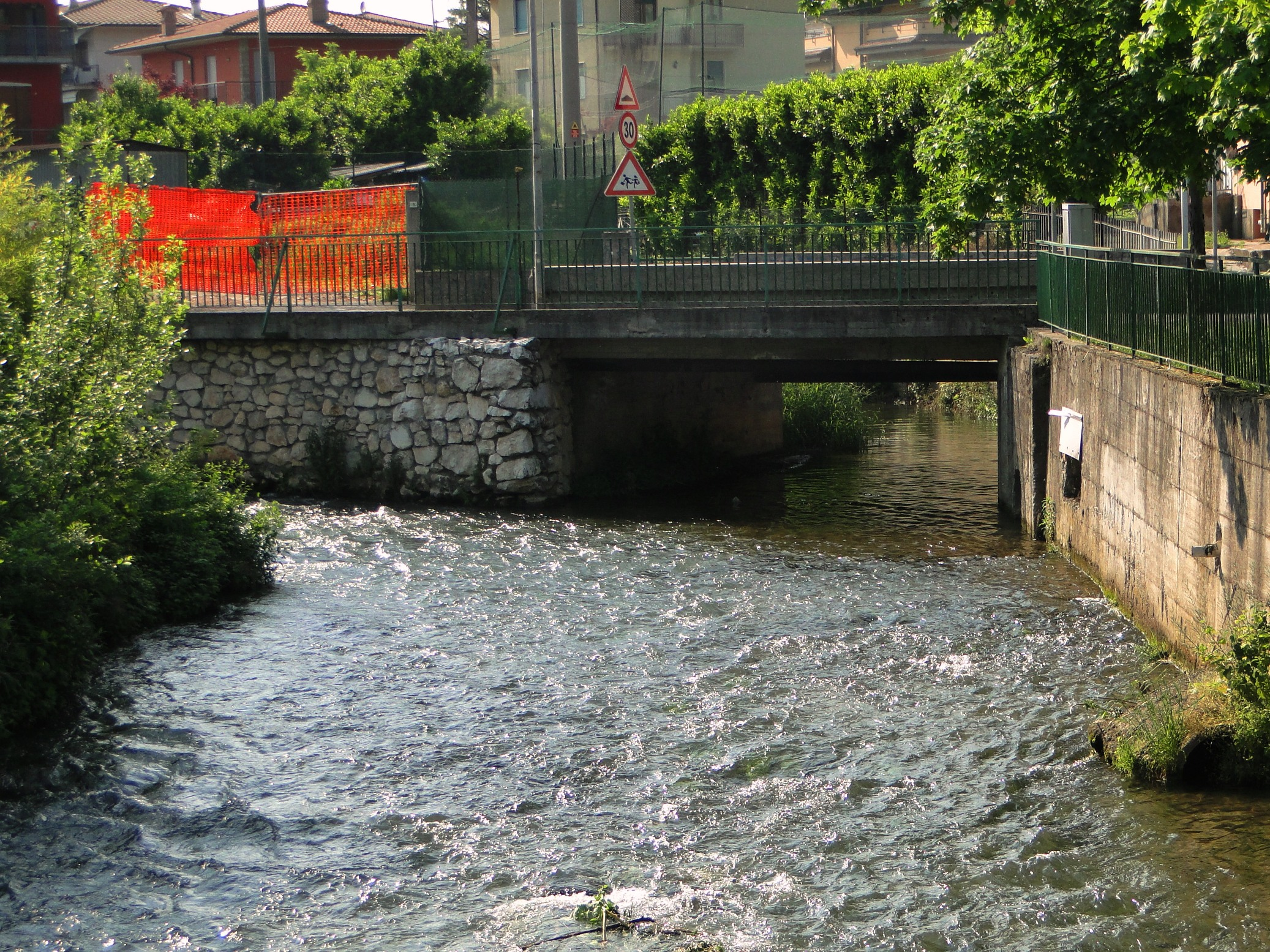
La confluenza tra lo Zerra (a destra) e la roggia Borgogna (a sinistra)

Questo ramo, generalmente considerato come il tracciato storico della Borgogna, si differenzia in modo significativo da quello ovest in quanto scorre per la quasi totalità in superficie.
Con andamento sud-est, scorre nel centro abitato di Scanzorosciate, genera la roggia Seriola dei Campi (la quale irriga 100 ettari di campi e confluisce nella roggia Roncaglia) e viene incanalato nello stabilimento della Polynt. Solca quindi i campi tra le frazioni Rosciate e Negrone, fungendo prima da confine amministrativo con il comune di Pedrengo e poi tra quest'ultimo e Torre de' Roveri. Dopo aver ricevuto la roggia Roncaglia, a sua volta derivata dall'altro ramo della Borgogna, arriva in territorio di Albano Sant'Alessandro dove, in pieno centro abitato, si unisce al torrente Zerra, cominciando a scorrere nel suo alveo.

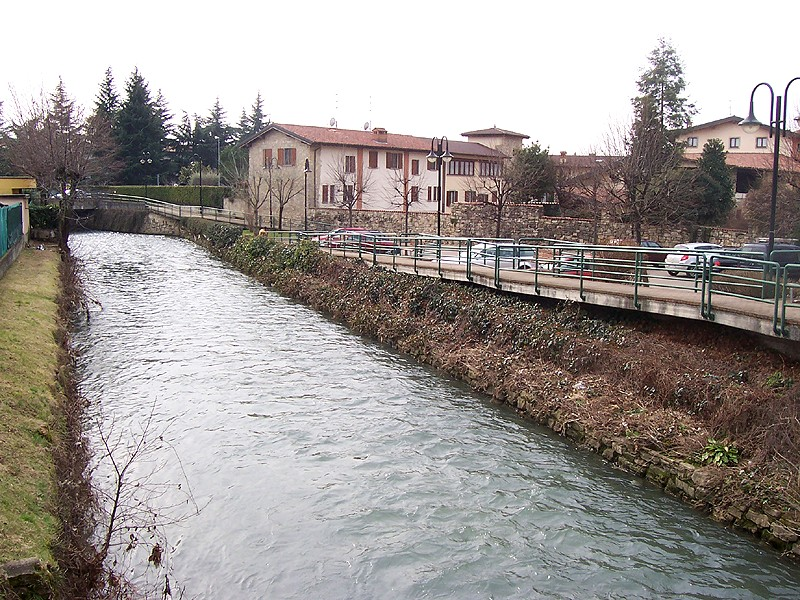
Lo Zerra-Borgogna nel centro di Costa di Mezzate

Dopo aver superato la Strada statale 42 del Tonale e della Mendola entra in territorio di San Paolo d'Argon, senza interessarne l'abitato, proseguendo quindi verso Montello, comune storicamente legato al canale, tanto da utilizzare per secoli (fino al 1962, anno in cui adottò la denominazione attuale) il nome di Monticelli di Borgogna. Presso questo borgo, dalla sinistra della Borgogna nasce la roggia Conta che, con andamento sud-est, garantisce il fabbisogno idrico a 600 ettari di campi compresi tra la Borgogna stessa ed il fiume Oglio, che riguarda i paesi di Chiuduno, Telgate, Bolgare fino a Palazzolo sull'Oglio. A sua volta genera le rogge Contino Costa, Contino Bolgare, Telgate, Tirna e Conta di Palazzolo, ricevendo le rogge Gorlaga e Lanzi e scaricando le eccedenze nel fiume Oglio.

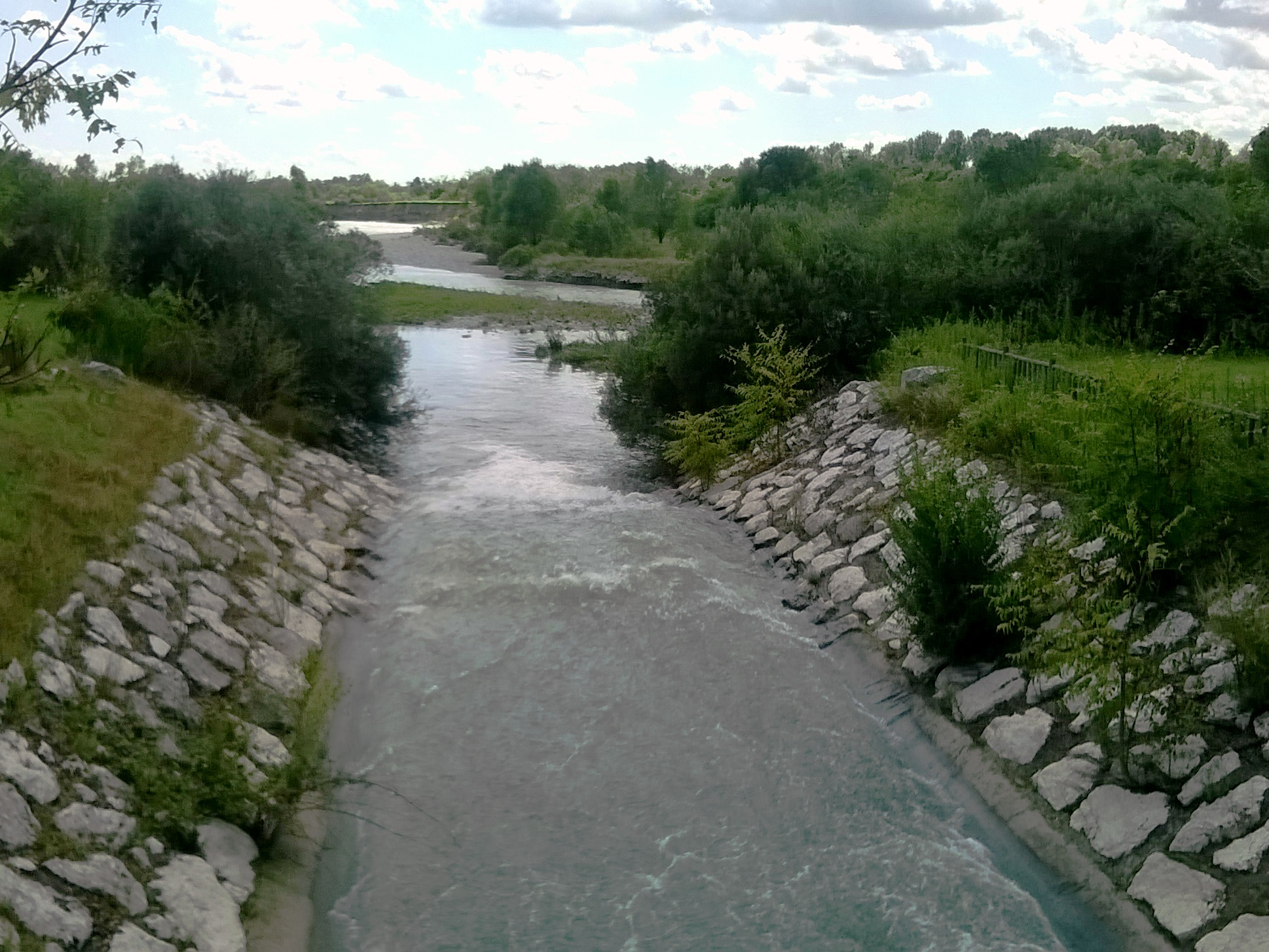
La confluenza della roggia Borgogna nel Serio presso Calcinate

La Borgogna prosegue verso sud-ovest, solcando il borgo storico di Costa di Mezzate ed originando la roggia Buco Costa. Dopo aver ricevuto le acque della roggia Bagnatica-Cattanea, nei pressi del confine tra Bagnatica e Costa di Mezzate, abbandona l'alveo dello Zerra continuando il suo corso in un letto artificiale, fatto scavare in tempo medievale da Bartolomeo Colleoni, che si dirige verso il Serio con andamento sud-ovest.
In questo suo ultimo tratto, fornisce le acque alle rogge Buco Casella (che irriga 180 ettari presso Calcinate), Buco Tezza e Patera Superiore, la quale prosegue verso sud-est irrigando circa 250 ettari, incrocia lo Zerra e genera la roggia Patera Inferiore, che a sua volta bagna 280 ettari di terreni agricoli.
La Borgogna Est corre quindi sul confine tra Cavernago e Calcinate, crea la roggia Seriola di Calcinate (236 ettari irrigati a cavallo dei due comuni sovra citati), suddividendosi infine in rami minori: il Ramo di Cavernago (che irriga 100 ettari), il Ramo di Malpaga (che riceve le acque in eccesso della roggia Martinenga e bagna 210 ettari tra Cavernago e Malpaga) e la Tubazione Speranzina, scaricando le quantità eccedenti (detti coli) nel Serio.
In totale si stima che la roggia permetta di soddisfare le esigenze irrigue di 3.116 ettari di campi coltivati.